# Zeeman Confronteert
Zeeman Confronteert is een Nederlands televisieprogramma waarin mensen, vooral stalkers, aangesproken worden op wangedrag en de gevolgen voor de slachtoffers.  Het programma wordt sinds november 2020 uitgezonden door RTL 5. De presentatie van het programma is in handen van Thijs Zeeman. Onderzoeksjournalist en privédetective Nico van den Dries werkt in en buiten beeld met hem samen.

## Titel en format
Tijdens het eerste seizoen werd het programma uitgezonden onder de naam Zeeman confronteert: stalkers. Dat seizoen had grote overeenkomsten met het programma Gestalkt van SBS6, waarvan tot in 2020 afleveringen met Zeeman en Van den Dries uitgezonden werden. In het eerste seizoen stonden enkel stalkingszaken centraal, vanaf het tweede seizoen konden ook andere slachtoffers om hulp vragen.

## Escalatie
Tijdens het eerste seizoen liep een confrontatie met een dader hoog op, de dader begon te duwen en sloeg uiteindelijk de presentator.